# Đội tuyển bóng đá quốc gia Kiribati
Đội tuyển bóng đá nam quốc gia Kiribati là đội tuyển bóng đá nam đại diện cho Kiribati, do Hiệp hội Bóng đá Quần đảo Kiribati quản lý. Kiribati không phải là thành viên của FIFA nhưng là thành viên liên kết của Liên đoàn Bóng đá châu Đại Dương (OFC), do đó không đủ điều kiện tham dự vòng chung kết FIFA World Cup nhưng có thể thi đấu tại Cúp bóng đá châu Đại Dương. Vào ngày 10 tháng 12 năm 2005, Kiribati trở thành thành viên dự bị của N.F.-Board.

## Lịch sử
Tính đến tháng 4 năm 2012, Kiribati mới chỉ thi đấu tổng cộng 11 trận quốc tế, trong đó ghi được 7 bàn thắng và để thủng lưới 125 bàn. Tất cả các trận đấu này đều diễn ra trên sân khách do thiếu các sân cỏ tự nhiên trên quần đảo. Sân vận động quốc gia Bairiki chỉ có mặt sân cát thay vì cỏ. Trận đấu quốc tế đầu tiên của Kiribati diễn ra tại Fiji vào ngày 30 tháng 8 năm 1979, khi họ đối đầu với đội chủ nhà và để thua với tỷ số 0-24 trong khuôn khổ Đại hội Thể thao Thái Bình Dương. Đội tuyển chưa từng giành chiến thắng, nhưng từng có những trận đấu rất sát nút, như thất bại 2-3 trước Tuvalu vào ngày 30 tháng 6 năm 2003 tại bảng A của Đại hội Thể thao Thái Bình Dương tổ chức tại Fiji, cũng như thua 2-4 trên chấm luân lưu trước Tuvalu trong trận tranh giải hạng ba của Đại hội năm 1979. Trong Đại hội Thể thao Thái Bình Dương năm 2011, Kiribati chỉ ghi được hai bàn thắng, do công của Karotu Bakaane trong trận gặp Papua New Guinea và Erene Bakineti trong trận gặp Tahiti. Trước đó, trong giải đấu năm 2003, cả hai bàn thắng của họ trước Tuvalu đều do Lawrence Nemeia ghi ở phút 26 và phút 46.
Năm 2012, huấn luyện viên người Scotland Kevin McGreskin được bổ nhiệm với mục tiêu cải thiện thành tích của đội và thúc đẩy việc công nhận Kiribati bởi FIFA.
Ngày 10 tháng 4 năm 2015, Jake Kewley chính thức được bổ nhiệm làm Quản lý kiêm Đại sứ của đội tuyển bóng đá quốc gia Kiribati, chịu trách nhiệm làm việc với các tổ chức bóng đá liên quan nhằm thúc đẩy quá trình gia nhập các liên đoàn bóng đá, trong đó có việc soạn thảo, hoàn thiện và nộp đơn xin gia nhập FIFA trong năm đó.
Ngày 6 tháng 5 năm 2016, Kiribati chính thức trở thành thành viên mới nhất của ConIFA (Liên đoàn các Hiệp hội bóng đá độc lập), trở thành thành viên đầu tiên đến từ khu vực châu Đại Dương gia nhập liên đoàn này. Kiribati đã tổ chức chuyến thăm chính thức của ConIFA vào tháng 11 năm 2016 nhân dịp giải bóng đá quốc gia tại Tarawa – Giải bóng đá Đài Loan – ConIFA đã ghi nhận và đưa tin về giải đấu này. Kiribati cũng giành quyền tham dự Giải bóng đá thế giới ConIFA 2018 được tổ chức tại Anh. Tuy nhiên, đội buộc phải rút lui và đội tuyển Tuvalu đã thay thế vị trí của Kiribati.

## Đại hội Thể thao Thái Bình Dương
| Đại hội Thể thao Thái Bình Dương | Đại hội Thể thao Thái Bình Dương | Đại hội Thể thao Thái Bình Dương | Đại hội Thể thao Thái Bình Dương | Đại hội Thể thao Thái Bình Dương | Đại hội Thể thao Thái Bình Dương | Đại hội Thể thao Thái Bình Dương | Đại hội Thể thao Thái Bình Dương | Đại hội Thể thao Thái Bình Dương |
| Năm                              | Thành tích                       | Thứ hạng                         | Pld                              | W                                | D                                | L                                | GF                               | GA                               |
| -------------------------------- | -------------------------------- | -------------------------------- | -------------------------------- | -------------------------------- | -------------------------------- | -------------------------------- | -------------------------------- | -------------------------------- |
| 1963                             | Không tham gia                   | Không tham gia                   | Không tham gia                   | Không tham gia                   | Không tham gia                   | Không tham gia                   | Không tham gia                   | Không tham gia                   |
| 1966                             | Không tham gia                   | Không tham gia                   | Không tham gia                   | Không tham gia                   | Không tham gia                   | Không tham gia                   | Không tham gia                   | Không tham gia                   |
| 1969                             | Không tham gia                   | Không tham gia                   | Không tham gia                   | Không tham gia                   | Không tham gia                   | Không tham gia                   | Không tham gia                   | Không tham gia                   |
| 1971                             | Không tham gia                   | Không tham gia                   | Không tham gia                   | Không tham gia                   | Không tham gia                   | Không tham gia                   | Không tham gia                   | Không tham gia                   |
| 1975                             | Không tham gia                   | Không tham gia                   | Không tham gia                   | Không tham gia                   | Không tham gia                   | Không tham gia                   | Không tham gia                   | Không tham gia                   |
| 1979                             | Vòng bảng                        | 9th                              | 3                                | 0                                | 1                                | 2                                | 3                                | 40                               |
| 1983                             | Không tham gia                   | Không tham gia                   | Không tham gia                   | Không tham gia                   | Không tham gia                   | Không tham gia                   | Không tham gia                   | Không tham gia                   |
| 1987                             | Không tham gia                   | Không tham gia                   | Không tham gia                   | Không tham gia                   | Không tham gia                   | Không tham gia                   | Không tham gia                   | Không tham gia                   |
| 1991                             | Không tham gia                   | Không tham gia                   | Không tham gia                   | Không tham gia                   | Không tham gia                   | Không tham gia                   | Không tham gia                   | Không tham gia                   |
| 1995                             | Không tham gia                   | Không tham gia                   | Không tham gia                   | Không tham gia                   | Không tham gia                   | Không tham gia                   | Không tham gia                   | Không tham gia                   |
| 2003                             | Vòng bảng                        | 9th                              | 4                                | 0                                | 0                                | 4                                | 2                                | 40                               |
| 2007                             | Không tham gia                   | Không tham gia                   | Không tham gia                   | Không tham gia                   | Không tham gia                   | Không tham gia                   | Không tham gia                   | Không tham gia                   |
| 2011                             | Vòng bảng                        | 11th                             | 4                                | 0                                | 0                                | 4                                | 2                                | 46                               |
| 2015                             | Giải đấu dành cho U23            | Giải đấu dành cho U23            | Giải đấu dành cho U23            | Giải đấu dành cho U23            | Giải đấu dành cho U23            | Giải đấu dành cho U23            | Giải đấu dành cho U23            | Giải đấu dành cho U23            |
| 2019                             | Không tham gia                   | Không tham gia                   | Không tham gia                   | Không tham gia                   | Không tham gia                   | Không tham gia                   | Không tham gia                   | Không tham gia                   |
| 2023                             | Rút lui                          | Rút lui                          | Rút lui                          | Rút lui                          | Rút lui                          | Rút lui                          | Rút lui                          | Rút lui                          |
| Tổng                             | Vòng bảng                        | 3/15                             | 11                               | 0                                | 1                                | 10                               | 7                                | 126                              |